# 伍茲湖
伍茲湖（英語：Lake of the Woods）或树林湖，位於加拿大的安大略省和馬尼托巴省以及美國的明尼蘇達州境內，分隔美國本土和明尼蘇達州部分地區如西北角（Northwest Angle）和Angle Inlet，如要前往只能從明尼蘇達州渡湖或從加拿大出發。
湖水主要經雷尼河（Rainy River）、肖爾湖（Shoal Lake）、卡卡吉湖（Kakagi Lake）和其他小河流入，然後經溫尼伯河流出至溫尼伯湖。
伍茲湖長度和闊度均超過70英里，湖上有超過14,552個島嶼，湖岸線長逾65,000英里（即105,000公里），是加拿大境內湖岸線最長的湖泊（不包括部分不在加拿大境內的湖泊）。
湖上的島嶼為高鳴鴴（Piping Plover）、數百對白頭海雕和大量美洲白鵜鶘提供築巢地點。